# 이성환 (1900년)
이성환(李晟煥, 일본식 이름: 安興晟煥야스오키 세이칸, 1900년 ~ ?)은 일제강점기의 언론인으로, 호는 벽타(碧朶), 본적은 함경남도 영흥군이다.

## 생애
1922년 일본 교토고등잠업학교를 졸업했으며, 1922년부터 1932년까지 개벽 동인을 역임했다. 1925년 10월 2일 조선농민사 이사 겸 상무이사로 임명되었고, 1927년 조선농민사 주간과 천도교청년당 중앙집행위원 등을 역임했다. 1930년 4월 12일 조선농민사 탈퇴조(脫退組) 임시대회 준비위원을 역임했고, 1931년 10월 12일 전조선농민조합이 재만동포 문제를 조사하기 위한 차원에서 만주로 파견되었다. 1931년 10월 13일 전조선농민조합 집행위원장으로 선출되었다.
1936년 징병제 요망운동 발기인과 상무준비위원을 역임했고 1937년 5월 조선산금조합 이사로 임명되었다. 1938년 10월 22일 국민정신총동원조선연맹 부속 기구인 비상시국민생활개선위원회 위원으로 선출되었으며, 1938년 11월 국민정신총동원조선연맹 주최로 열린 시국인식 강연회에서 함경북도 순회강연반 연사로 활동했다.
1939년 배영동지회 상무이사(1939년 7월)와 배영동지회연맹 상무이사(1939년 8월)를 역임했으며, 임전대책협의회 준비위원과 발기인(1941년 8월 25일), 임전대책협의회 상무위원(1941년 8월 28일), 조선임전보국단 발기인과 상무이사(1941년 9월), 조선임전보국단 준비위원(1941년 10월)을 역임했다. 1941년 9월 7일 임전대책협의회 채권가두유격대 연락본부에 참여했으며 1942년 5월 25일 조선임전보국단 부인부 주최로 열린 군국의 어머니 좌담회에 참석했다.
1944년 국민동원총진회 발기인과 상무이사(1944년 9월 24일 임명), 이사장(1944년 10월 16일 임명)을 역임했으며 1945년 조선언론보국회 준비위원(1945년 2월 15일), 발기인 겸 상무이사(1945년 6월 8일), 국민동지회 발기인(1945년 6월)과 회장대리(1945년 8월 7일 임명)를 역임했다.
임전대책협의회 주최로 열린 임전대책대연설회(1941년 9월 4일), 국민총력조선연맹 주최로 열린 지원병 제도 취지 보급 강연회(1941년 11월 6일), 경성 지원병 제도 취지 보급 실행 위원회 주최로 열린 강연회(1941년 11월 7일 ~ 11월 8일), 조선임전보국단 전선국민대회 강연회(1941년 12월 14일) 연사로 활동하는 동안 지원병, 징병, 징용을 선전, 선동했으며, 1944년 10월 18일 국민동원총진회 주최로 열린 국민동원대 강연회에서 《이천육백만의 총진군》이라는 주제로 강연을 가졌다. 1945년 7월 20일 조선언론보국회 주최로 열린 본토 결전과 국민의용대 강연회 연사로 참석했다.
1938년부터 1945년까지 잡지 《삼천리》와 《재만조선인통신》, 《녹기》, 《대동아》, 신문 《매일신보》 등 각종 언론 매체에 기고한 글을 통해 지원병, 징병, 징용을 선전, 선동하는 한편 일본의 침략 전쟁 승리와 내선일체 및 대동아공영권 확립을 주장했다.
광복 이후인 1949년 3월 21일 반민족행위특별조사위원회에 체포되기도 했다.
친일파 708인 명단의 기타 부문, 민족문제연구소의 친일인명사전 수록자 명단의 친일단체 부문, 친일반민족행위진상규명위원회가 발표한 친일반민족행위 705인 명단에 포함되었다.

## 주요 기고문
- 〈일소 전투의 경험과 조선 민심의 동향〉 (삼천리, 1938년 12월)
- 〈중대한 사명을 자각하라〉 (재만조선인통신, 1939년 2월)
- 〈내선일체는 먼저 무엇부터 시작할까〉 (녹기, 1939년 8월)
- 〈전쟁은 언제 끝나는가 (1)〉 (농업조선, 1939년 9월)
- 〈전쟁은 언제 끝나는가 (2)〉 (농업조선, 1939년 11월)
- 〈지원병사 제군(志願兵士 諸君)에게, 십만 돌파(十萬 突破)의 보(報)를 듣고 전조선청소년제군(全朝鮮靑少年諸君)을 격려(激勵)하는 서(書)〉 (삼천리, 1940년 7월)
- 〈광산(鑛山)과 신체제(新體制)〉 (신시대, 1941년 1월)
- 〈성전(聖戰)의 진의의(眞意義)〉 (반도의 빛(半島の光) 조선어판, 1941년 9월)
- 〈임전애국자(臨戰愛國者)의 대사자후(大獅子吼)!! 애국(愛國)의 지성(至誠)과 차(此) 기회(機會)〉 (삼천리, 1941년 11월)
- 〈동양(東洋)의 침략자(侵略者) 영·미 타도(英·米 打倒)의 대사자후(大獅子吼)!〉 (삼천리, 1942년 1월)
- 〈쳐라, 세계(世界)의 교란자(攪亂者)!! 충천(沖天)하는 반도애국열(半島愛國熱)의 대사자후(大獅子吼) - 타도영미침략주의(打倒英米侵略主義)〉 (신시대, 1942년 1월)
- 〈대도(大道)는 열린다〉 (대동아, 1942년 7월)
- 〈반성(反省)과 헌신노력(獻身努力)〉 (매일신보, 1944년 12월 28일)

## 참고자료
- 친일반민족행위진상규명위원회 (2009). 〈이성환〉. 《친일반민족행위진상규명 보고서 Ⅳ-13》. 서울. 253~302쪽.